# فاليري غيرغييف
فاليري أبيسالوفيتش غيرغييف (بالروسية: Валерий Абисалович Гергиев؛ بالأوسيتية: Гергиты Абисалы фырт Валери؛ ولد في 2 مايو 1953 في موسكو) قائد فرقة موسيقية ومخرج مسرحي روسي. هو مخرج مسرح مارينسكي منذ 1988 ومخرج مسرح بولشوي منذ الأول من ديسمبر 2023.‏ درس في كونسرفاتوار سانت بطرسبرغ.

## روابط خارجية
- فاليري غيرغييف على موقع IMDb (الإنجليزية)
- فاليري غيرغييف على موقع الموسوعة البريطانية (الإنجليزية)
- فاليري غيرغييف على موقع مونزينجر (الألمانية)
- فاليري غيرغييف على موقع ميوزك برينز (الإنجليزية)
- فاليري غيرغييف على موقع إن إن دي بي (الإنجليزية)
- فاليري غيرغييف على موقع أول ميوزيك (الإنجليزية)
- فاليري غيرغييف على موقع ديسكوغز (الإنجليزية)
- فاليري غيرغييف على موقع قاعدة بيانات الفيلم (الإنجليزية)